# Amerikanische Pantoffelschnecke

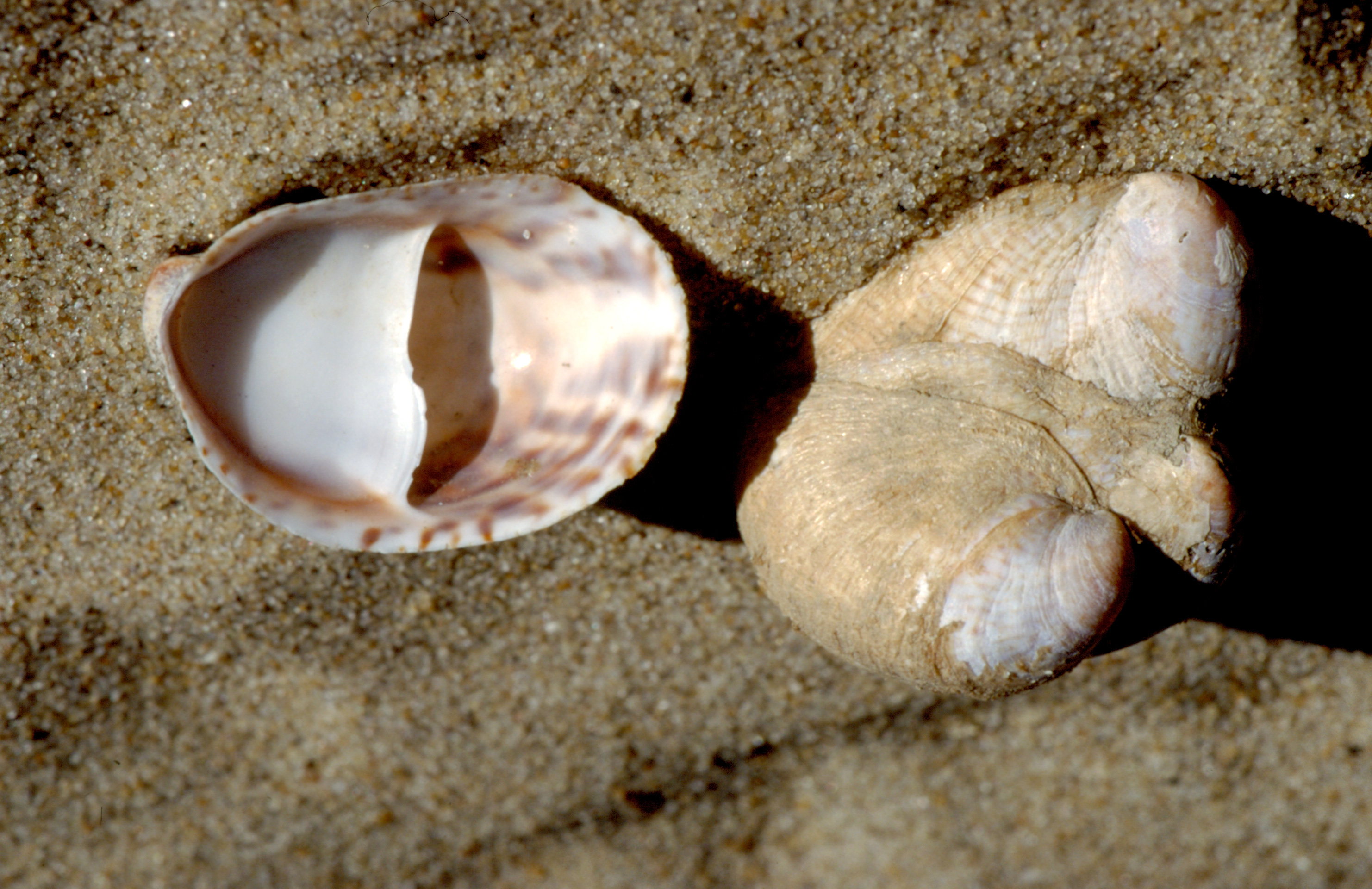

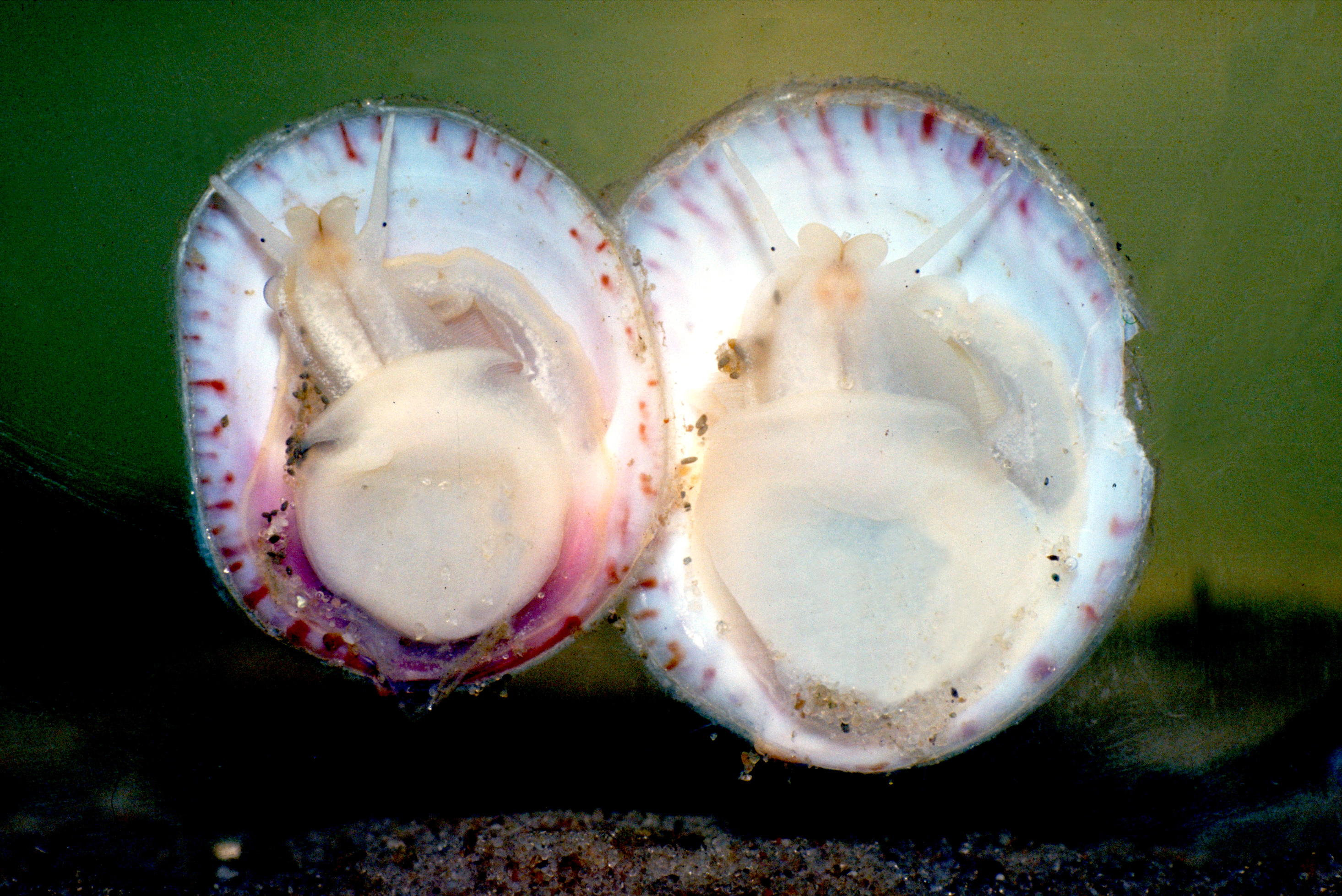

Die Pantoffelschnecke (Crepidula fornicata) ist eine marine Schneckenart aus der Familie der Calyptraeidae.

## Verbreitung und Lebensraum
Die ursprüngliche Heimat der Pantoffelschnecke sind die Atlantikküsten der USA, Mexikos und Kanadas, außerdem die Pazifikküste der USA und Mexikos sowie der Golf von Mexiko.
In Europa wurde diese Schnecke 1870 zusammen mit Austern, die für Kulturzwecke bestimmt waren, eingeschleppt. Jetzt ist sie von Südnorwegen bis nach Spanien zu finden, kleine Bestände finden sich auch im Mittelmeer. In Deutschland ist sie seit 1934 nachgewiesen. Auch in anderen Teilen der Welt wurde die Pantoffelschnecke eingeschleppt, zum Beispiel in Japan.

## Ernährung
Die Pantoffelschnecke ernährt sich von Plankton, welches sie aus dem umgebenden Wasser herausfiltert. Zu diesem Zweck bildet sie eine Art Gespinst aus Schleimfäden, welches sie um sich her ausbreitet und in denen sich dann das Plankton verfängt. Ist das „Netz“ voll, wird das Schleimgespinst eingeholt und „komplett“, inklusive des gefangenen Planktons, gefressen.

## Vermehrung
Im Laufe ihres Lebens wechseln Pantoffelschnecken das Geschlecht, sind also Hermaphroditen. Es handelt sich um einen proteroandrischen Hermaphroditismus: Zuerst entstehen Männchen, dann werden weibliche Geschlechtssysteme gebildet. Nach dem Schlüpfen leben die Larven für zwei bis vier Wochen als Plankton, bevor sie sich auf dem Meeresboden ansiedeln. In diesem Alter sind alle Tiere Männchen und in gewissem Maße mobil. Erst später wandeln sie sich zu Weibchen um und werden sesshaft.